# Maksim Vîlegjanin
Maksim Vîlegjanin (n. 18 octombrie 1982, Șarkan⁠(d), RSFS Rusă, URSS) este un schior de fond ce a reprezentat Rusia, medaliat olimpic. A participat la 2 ediții ale Jocurilor Olimpice (2010, 2014) în care a câștigat 3 medalii de argint.